# Trophoniphila bradyi
Trophoniphila bradyi is een eenoogkreeftjessoort uit de familie van de Bradophilidae. De wetenschappelijke naam van de soort is voor het eerst geldig gepubliceerd in 1885 door McIntosh.